# Strażnica KOP „Filipów”
Strażnica KOP „Filipów” – zasadnicza jednostka organizacyjna Korpusu Ochrony Pogranicza pełniąca służbę ochronną na granicy polsko-niemieckiej.

## Formowanie i zmiany organizacyjne
W 1927, w składzie 6 Półbrygady Ochrony Pogranicza, został sformowany 29 batalion odwodowy. W 1928 w skład batalionu wchodziło 7 strażnic. W latach 1928–1938 w strukturze organizacyjnej kompanii granicznej KOP „Filipów” funkcjonowała strażnica KOP „Filipów”. Strażnica liczyła około 18 żołnierzy i rozmieszczona była przy linii granicznej z zadaniem bezpośredniej ochrony granicy państwowej.
W 1932 obsada strażnicy zakwaterowana była w budynku popolicyjnym. Strażnicę z macierzystą kompanią łączyła szosa długości 2 km.

## Służba graniczna
Podstawową jednostką taktyczną Korpusu Ochrony Pogranicza przeznaczoną do pełnienia służby ochronnej był batalion graniczny. Odcinek batalionu dzielił się na pododcinki kompanii, a te z kolei na pododcinki strażnic, które były „zasadniczymi jednostkami pełniącymi służbę ochronną”, w sile półplutonu. Służba ochronna pełniona była systemem zmiennym, polegającym na stałym patrolowaniu strefy nadgranicznej, wystawianiu posterunków alarmowych, obserwacyjnych i kontrolnych stałych, patrolowaniu i organizowaniu zasadzek w miejscach rozpoznanych jako niebezpieczne, kontrolowaniu dokumentów i zatrzymywaniu osób podejrzanych, a także utrzymywaniu ścisłej łączności między oddziałami i władzami administracyjnymi.
Strażnica KOP „Filipów” w 1932 ochraniała pododcinek granicy państwowej szerokości 7 kilometrów 500 metrów od słupa granicznego nr 242 do 250, a w 1938 pododcinek szerokości 8 kilometrów 650 metrów od słupa granicznego nr 241 do 251.
Sąsiednie strażnice
- strażnica KOP „Bakałarzewo” ⇔ strażnica KOP „Czarne” – 1928[2], 1929[3], 1932[4], 1934[5], i 1938[6].

## Dowódcy strażnicy
- plut. Władysław Pieścik (VIII 1928)[8],
- plut. Wacław Wilczyński (III 1930 − )[9],
- plut. Andrzej Obodzinski (co najmniej od X 1931 do 15 IX 1935)[8],
- plut. Marian Kopka (od 13 X 1936 do 30 IX 1937)[10],
- sierż. ]an Vogelgesang (od 1 X 1937)[10].